# Blăjeni-Vulcan
Blăjeni-Vulcan románul: Blăjeni-Vulcan, falu Romániában, Erdélyben, Hunyad megyében.

## Fekvése
Blezseny (Blăjeni) mellett fekvő település.

## Története
Blăjeni-Vulcan korábban Blezseny (Blăjeni) része volt. 1956-ban vált külön településsé 480 lakossal.
1966-ban 440 lakosából 439 román volt. 1977-ben 361, az 1992-es népszámláláskor pedig 297 román lakosa volt.